# Jan Waldekranz
Jan Einar Waldekranz, född 21 juni 1952 i Södertälje församling, Stockholms län, är en svensk skådespelare.

## Biografi
Waldekranz är son till filmproducenten och professorn i filmvetenskap Rune Waldekranz. Waldekranz studerade vid Teaterhögskolan i Stockholm 1974-1977.
Dramatendebuten ägde rum 1977 i Ranstadvalsen och han har därefter varit med i ett flertal av Dramatens större uppsättningar. Han fick sin första stora filmroll som rånare i Stellan Ohlssons Den enes död ... (1980). Trots att filmen överlag fick ganska negativ kritik fick dock Waldekranz beröm för sin sträva rolltolkning av den kriminella huvudpersonen. Nästa stora filmroll var som skidlärare i Lasse Åbergs Sällskapsresan II - Snowroller (1985) och därefter har han i regel haft många mindre roller i olika tv-serier som Rederiet (1993 och 1998), Du bestämmer (1993), Skilda världar (2001) och Talismanen (2003). 2002 hade han en större roll som svensk kemist som sprängs i luften i den amerikanska såpan Ocean Ave. Waldecrantz har även varit uppläsare i ljudböcker.

## Filmografi
- 1974 – Tillsammans är vi starka
- 1977 – Mackan
- 1979 – En kärleks sommar
- 1980 – Blomstrande tider
- 1980 – Den enes död...
- 1980 – Dubbelstötarna (TV-serie)
- 1981 – Babels hus (TV-serie)
- 1982 – Jönssonligan & Dynamit-Harry
- 1983 – Herr Sleeman kommer
- 1984 – Sömnen
- 1984 – Jönssonligan får guldfeber
- 1985 – Sällskapsresan II – Snowroller
- 1986 – Morrhår och ärtor
- 1987 – Lysande landning (TV-serie)
- 1989 – Den inbillade sjuke (TV-serie)
- 1990 – Hemligheten
- 1991 – Sanna kvinnor
- 1995 – Esters testamente (TV-serie)
- 1995 – Du bestämmer
- 1997 – Heta lappar
- 1998 – Rederiet (TV-serie)
- 2001 – Skilda världar (TV-serie)
- 2002 – Cleo (TV-serie)
- 2002 – Beck – Sista vittnet
- 2002–2003 – Ocean Ave (TV-serie)
- 2004 – Tre solar
- 2005 – Moreno och tystnaden
- 2005 – Harrys döttrar
- 2006 – Heartbreak Hotel
- 2008 – Oskyldigt dömd
- 2010 – Snabba Cash
- 2012 – Hypnotisören
- 2017 – Rebecka Martinsson (TV-serie)
- 2020 – Gåsmamman (TV-serie)

## Teater

### Roller (ej komplett)
| År   | Roll                          | Produktion                                                                         | Regi                      | Teater          |
| ---- | ----------------------------- | ---------------------------------------------------------------------------------- | ------------------------- | --------------- |
| 1976 | Isidoro                       | Gruffet i Chiozza Carlo Goldoni                                                    | Rudolf Penka              | Katarinateatern |
| 1977 | Miljökämpe Lars Nyberg        | Ranstadvalsen Jan Guillou och Gunnar Ohrlander                                     | Margaretha Byström        | Dramaten        |
| 1977 | Mavrikij Nikolajevitj Prästen | Onda andar (Бесы, Bésy) Fjodor Dostojevskij                                        | Ernst Günther             | Dramaten        |
| 1978 | Barremo, LKAB                 | Ranstadvalsen Jan Guillou och Gunnar Ohrlander                                     | Margaretha Byström        | Dramaten        |
| 1989 |                               | Cabaret John Kander, Fred Ebb och Joe Masteroff                                    | Georg Malvius             | Oscarsteatern   |
| 1989 | Valère                        | Den girige (L'Avare) Molière                                                       | Wilhelm Carlsson          | Dramaten        |
| 1991 | Brudgummens far Trumpenstråle | Peer Gynt Henrik Ibsen                                                             | Ingmar Bergman            | Dramaten        |
| 1991 | En apotekare                  | Romeo och Julia (The Tragedy of Romeo and Juliet) William Shakespeare              | Peter Langdal             | Dramaten        |
| 1991 | Starkey                       | Peter Pan J.M. Barrie                                                              | Jackie Söderman           | Dramaten        |
| 1998 | Polisen Den arbetslöse        | Den goda människan från Sezuan (Der gute Mensch von Sezuan) Bertolt Brecht         | Thorsten Flinck           | Dramaten        |
| 2000 | Relling                       | Vildanden Henrik Ibsen                                                             | Stefan Larsson            | Dramaten        |
| 2007 | Medvedenko                    | Måsen (Чайка, Tjajka) Anton Tjechov                                                | Stefan Larsson            | Dramaten        |
| 2010 | Steve Heidebrecht             | En familj - August: Osage County (August: Osage County) Tracy Letts                | Stefan Larsson            | Dramaten        |
| 2014 | Doktor C                      | Under belägring Marianne Lindberg De Geer                                          | Marianne Lindberg De Geer | Dramaten        |
| 2015 | Paul                          | Beckomberga Sara Stridsberg                                                        | Annika Silkeberg          | Dramaten        |
| 2016 | Vassilij Bazarov              | Fäder och söner Brian Friel                                                        | Runar Hodne               | Dramaten        |
| 2017 |                               | De sista vittnena (Последние свидетели Poslednije swideteli) Svetlana Aleksijevitj | Ulla Kassius              | Dramaten        |
| 2019 | Sheriff Talbot                | Orfeus stiger ner Tennessee Williams                                               | Runar Hodne               | Dramaten        |

## Ljudboksuppläsningar (urval)
- 2004 - Djup av Henning Mankell
- 2006 - Lördag av Ian McEvan
- 2006 - Ringarnas Herre av J. R. R. Tolkien
- 2008 - Hobbiten av J. R. R. Tolkien
- 2008 - Djävulsstjärnan av Jo Nesbø
- 2009 - Da Vinci-koden av Dan Brown
- 2010 - Ett litet snedsprång av Denise Rudberg